# Passés recomposés
Ne doit pas être confondu avec Passé recomposé.
Passés recomposés est une anthologie de douze nouvelles uchroniques de science-fiction réunies par André-François Ruaud et publiée en octobre 2000.  

## Nouvelles
- Préface d'André-François Ruaud : Imparfait du subjectif
- P.J.G. Mergey : Tels le Jonc et l'Abeille
- Roland Fuentès : Quelques épluchures de politique
- Xavier Mauméjean : La Vénus anatomique
- Marie-Pierre Najman : Comment Gaby délivra La Caroline avec l'aide du triton Garglogote
- Franco Ricciardiello : La Rose blanche de Bonaparte (titre original : La rosa bianca di Bonaparte)
- Jean-Jacques Girardot et Fabrice Méreste : Quand s'envoleront ma vie et ma conscience…
- Jean-Baptiste Capdeboscq : Pour l'exemple
- Jean-Jacques Régnier : Der des ders
- Jonas Lenn : Le Mausolée de chair
- Raphaël Colson : Lupina satanica
- Laurent Queyssi : Neurotwistin
- Ugo Bellagamba : La Stratégie Alexandre
- Postface d'André-François Ruaud : Douze possibles, treize explorateurs